# Giangiacomo Magnani
Giangiacomo Magnani (Correggio, 4 oktober 1995) is een Italiaans voetballer die doorgaans speelt als centrale verdediger. In januari 2025 verruilde hij Hellas Verona voor Palermo.

## Clubcarrière
Magnani speelde in de jeugd van Reggiana, Padova en Virtus Verona, waarna hij doorbrak bij Lumezzane in de Serie C. In die competitie speelde hij later ook een halfjaar bij Siracusa. In januari 2018 verkaste de verdediger naar Perugia. In een halfjaar overtuigde de Italiaan Juventus om hem voor circa vijf miljoen over te nemen. Binnen een maand verkocht Juventus hem voor diezelfde prijs aan Sassuolo. Bij die club debuteerde Magnani op 19 augustus 2018 in de Serie A, toen door een benutte strafschop van Domenico Berardi met 1–0 gewonnen werd van Internazionale. Van coach Roberto De Zerbi mocht de centrumverdediger in de basis beginnen en hij speelde de volledige negentig minuten mee.
In de zomer van 2019 werd de verdediger voor een halfjaar verhuurd aan Brescia. Een jaar later nam Hellas Verona Magnani op huurbasis over, met een verplichte optie tot koop het jaar erop. In januari 2022 verhuurde Hellas hem aan Sampdoria. Palermo nam Magnani in januari 2025 over.

## Clubstatistieken
| Seizoen | Club            | Competitie | Competitie | Competitie | Beker | Beker | Internationaal | Internationaal | Totaal | Totaal |
| Seizoen | Club            | Competitie | Wed.       | Dlp.       | Wed.  | Dlp.  | Wed.           | Dlp.           | Wed.   | Dlp.   |
| ------- | --------------- | ---------- | ---------- | ---------- | ----- | ----- | -------------- | -------------- | ------ | ------ |
| 2015/16 | Lumezzane       | Serie C    | 10         | 0          | 0     | 0     | —              | —              | 10     | 0      |
| 2016/17 | Lumezzane       | Serie C    | 18         | 1          | 0     | 0     | —              | —              | 18     | 1      |
| 2017/18 | Siracusa        | Serie C    | 19         | 1          | 0     | 0     | —              | —              | 19     | 1      |
| 2017/18 | Perugia         | Serie B    | 16         | 0          | 0     | 0     | —              | —              | 16     | 0      |
| 2018/19 | Sassuolo        | Serie A    | 19         | 0          | 3     | 0     | —              | —              | 22     | 0      |
| 2019/20 | → Brescia       | Serie A    | 2          | 0          | 1     | 0     | —              | —              | 3      | 0      |
| 2019/20 | Sassuolo        | Serie A    | 8          | 1          | 0     | 0     | —              | —              | 8      | 1      |
| 2020/21 | → Hellas Verona | Serie A    | 25         | 0          | 1     | 0     | —              | —              | 26     | 0      |
| 2021/22 | Hellas Verona   | Serie A    | 14         | 0          | 1     | 0     | —              | —              | 15     | 0      |
| 2021/22 | → Sampdoria     | Serie A    | 4          | 0          | 1     | 0     | —              | —              | 5      | 0      |
| 2022/23 | Hellas Verona   | Serie A    | 25         | 0          | 1     | 0     | —              | —              | 26     | 0      |
| 2023/24 | Hellas Verona   | Serie A    | 33         | 0          | 2     | 0     | —              | —              | 35     | 0      |
| 2024/25 | Hellas Verona   | Serie A    | 17         | 1          | 1     | 0     | —              | —              | 18     | 1      |
| 2024/25 | Palermo         | Serie B    | 1          | 0          | 0     | 0     | —              | —              | 1      | 0      |
| Totaal  | Totaal          | Totaal     | 211        | 4          | 11    | 0     | 0              | 0              | 222    | 4      |

Bijgewerkt op 6 februari 2025.